# Station Vieilleville
Station Vieilleville is een spoorweghalte in de Franse gemeente Mourioux-Vieilleville.